# Victoria (1690)
Victoria var ett svenskt linjeskepp med 80 kanoner, som byggdes 1690 under ledning av Frans Johan Sheldon på örlogsvarvet i Karlskrona. Hon döptes 1694 om till Prinsessan Ulrica Eleonora. Skeppet deltog i expeditionen mot Danmark 1700, samt i slaget vid slaget vid Köge bukt 1710, där det gick förlorat.